# Melléknév
A melléknév tulajdonságot, minőséget, hovatartozást jelölő szófaj. Kérdőszava: milyen? minő? miféle? mekkora? melyik?

## Alaktani jellemzői

### Ragozás, egyeztetés
A melléknév alapvetően hasonló ragokat vehet fel, mint a főnév. A jelzői szerepű melléknév számos nyelvben (például német, újlatin nyelvek) egyezik a hozzá tartozó főnévvel nemben, számban és esetben (akárcsak a névelők), azaz a főnévi csoport határozza meg az alakját, és önmagában vagy a főnévvel együtt fejezi ki a kívánt viszonyt (rote Äpfel ’piros almák’, a rot melléknéven is jelölve a többes számot). Az angolban nincs egyeztetve, a magyarban pedig csak állítmányként (például ők ügyesek).
Egyeztetéskor kérdéses lehet a szám és a nem, ha például egyazon melléknév tartozik egy hím- és egy nőnemű szóhoz, illetve ha ugyanazon melléknév vonatkozik egyes és többes számú szavakra: az egyes nyelvekben más és más megoldások fordulnak elő.
A németben bonyolult szabályok vonatkoznak a melléknévragozásra, amely attól függ, hogy van-e mellette határozott vagy határozatlan névelő, és ha igen, az tudja-e jelezni a főnévi szerkezet számát, nemét és esetét.

### Fokozás
A főnevektől eltérően a mellékneveket fokozni is lehet (akárcsak a határozókat és a határozatlan számneveket). Ez alól kivétel, ha azonosító, besoroló jellegűek (például nincs *hazaibb, *személyibb), illetve ha eleve szélsőséget fejeznek ki (például nincs *végtelenebb, *mérhetetlenebb). Nem fokozhatók az anyagnevek sem (például bőr pénztárca), ha az adott nyelv melléknévvel fejezi ki őket.
A magyarban az alapfokot zéró morféma jelöli; a középfokot pedig a -bb jel kötőhangzós vagy a nélküli változata. A középfok -ik kiemelőjelet kaphat: szebbik. A felsőfok leg- jele és a túlzófok legesleg- jele többnyire a középfokhoz járul (például legszebb), ha pedig ez nem létezik, akkor az alapfokú alakhoz (például legalsó, legfelső). – Más nyelvekben a felsőfok a középfoktól csak a határozott névelőben különbözik, például az olaszban és a franciában.

## Mondattani jellemzői

### Szószerkezetekben
Melléknévi alaptagú szószerkezetben a bővítménye jellemzően a határozó, amely az igékhez hasonlóan lehet vonzat vagy szabad határozó (például nagyon gyors, fokhatározó). Vonzatok lehetnek pl.: gazdag valamiben, képes valamire, hű valamihez, egyenlő valamivel, felelős valamiért, valamint fokozott alakok mellett okosabb vkinél, a legokosabb a gyerekek közül (hasonlító határozó, részelő határozó). Melléknévi alaptagú szerkezetben csak akkor fordulhat elő jelző, ha a melléknév -ú/ű, -jú/jű, -s/os/es/ös képzővel jött létre főnévből, például barna hajú lány, festett táblás ajtó.
Önmaga jellemzően főnevek bővítménye (például gyors kocsi), azonkívül képzővel igék bővítménye is lehet (például gyorsan halad).
Meghatározó jellegében a melléknévi igenévvel, a számnévvel és a determinánssal rokon. A névmások közül a melléknévi névmások tölthetik be a szerepét (ilyen, olyan, emilyen, amolyan; amilyen; milyen?; valamilyen, némely, némi; mindegyik, mindenféle, bármilyen, akármilyen).

### Mondatrészi szerepei
Melléknévvel három mondatrészt lehet kifejezni:
- Jelzőt: a melléknév ennek legtipikusabb formája (bár létezik főnévi jelző is) minőségjelzőként vagy néha értelmezőként: piros almát kérek, ill. kérek almát, pirosat.
- Állítmányt: ennek tipikus szófaja az ige, sok esetben viszont melléknév fejezi ki, többnyire kopulával (például Az alma piros volt/lesz/lett/maradt)
- Határozót: melléknévből képzett (l. alább) határozók az ige bővítményei lehetnek (például gyorsan fut)

Állítmányként néha egyeztetés szempontjából is másként viselkedik, mint jelzőként: a magyarban egyeztetjük ilyen esetben (az almák pirosak), a németben viszont nem (die Äpfel sind rot). Vannak melléknevek, amelyek csak állítmányként állhatnak (az oroszban erre külön alakjuk van), némely más melléknevek viszont csak jelzőként fordulnak elő.
A magyarban egy szónál alaki különbség is megfigyelhető szintaktikai szerepétől függően: a kis forma csak jelzőként fordul elő, a kicsi alak viszont jellemzően állítmányként. (Hasonló a két és a kettő számnév esete.)
Határozóként lehet módhatározó (szépen ír), állapothatározó (féloldalasan áll), eredet- és eredményhatározó (éretlenből éretté vált), fok-mérték határozó (erősen felsértette), tekintethatározó (jónak jó). Modalis-essivusi képző is csatlakozhat hozzá (-n/an/en, -lag/leg, -ul/ül): ügyesen dolgozik, egyhangúlag döntenek, tétlenül heverészik.

### Szórend
A jelzői melléknév szórendje jellemző az egyes nyelvekre: míg a magyarban, németben, angolban jelzőként többnyire megelőzik a főnevet, a franciában tipikusan követik. Az olaszban elsősorban azok a melléknevek kerülnek a főnév elé, amelyek egy már ismert tulajdonságát emelik ki (például olasz la bianca neve ’fehér hó’); az azonosító, szembeállító, korlátozó értelmű melléknevek viszont követik. A spanyolban és a franciában a főnév előtt bizonyos melléknevek átvitt értelműek (például szegény mint ’szerencsétlen’, nagy mint ’jelentős’), a főnév után pedig konkrét jelentést kapnak (például szegény mint ’nincstelen’, nagy mint ’nagyméretű’).
Bizonyos nyelvekben, ahol a melléknév egyezik a főnévvel, az akár el is távolodhat tőle, például a latinban. A magyarban viszont, ahol jelzőként nincs egyeztetve, a viszonylag szabad szórend ellenére is megmarad a főnév előtt.

## Szófajtani jellemzői
A melléknév lexikailag tartalmas szófaj, s mivel mondatrészt fejezhet ki, az alapszófajok egyike. Lehet tőszó (például szép), képzett szó (például kétséges) vagy összetett szó (például nagymértékű). A melléknév nyílt szóosztály, mivel újabbak jöhetnek létre.
Képezhető főnévből (év > éves, évi), névutóból (mögött > mögötti), igékből pedig a melléknévnek megfelelő szerepű melléknévi igenév jöhet létre (érkezik > érkező), ami melléknevesülhet is (például ápolt ’gondozott’). A melléknevesülés ismérve, hogyha fokozható, illetve ha már nem vehet maga mellé az igére jellemző bővítményt (például tárgyat).
A melléknévből képezhető ige (széles > szélesít, ill. szélesedik), főnév (széles > szélesség) és határozó (széles > szélesen). Sok esetben bármiféle képző nélkül használható főnévként is (például szegény > a szegények), a németben pedig legtöbbször alakváltozás nélkül használható határozóként (például glücklich: ’szerencsés’, ill. ’szerencsésen’ – kivéve: gut ’jó’, de wohl ’jól’; angolul ilyen például fast, quick). A thai nyelvben a melléknév automatikusan ige is lehet, tehát például a ’drága’ melléknév egyúttal ’drágának lenni’ jelentésű is. Amit egy nyelv melléknévvel fejez ki, azt nem biztos, hogy a másik is azzal fejezi ki, például magyarul (angolul, németül stb.) van éhes, franciául viszont avoir faim (’éhe van vkinek’), másfelől pedig azt, hogy valakinek szüksége van valamire, a héber melléknévvel fejezi ki (זקוק zakuk, kb. ’szükséget szenvedő’). Léteznek nyelvek, amelyekben nincs is melléknév, és szerepét például az igék töltik be (a nagy melléknevet például egy ’nagynak lenni’ igével).
A magyarban egyes melléknevek főnevesülve az eredetitől eltérő többesszám-jelet kapnak (például melléknévként vörösek, főnévként vörösök, vagy nekem a pirosak tetszettek, de a pirosok hátráltatták a forgalmat).
A melléknevekből újabb melléknevek is képezhetők (például vidéki > vidékies, ill. a fosztóképzővel udvarias > udvariatlan), valamint különféle szóösszetételek alkothatók vele (például másik melléknévvel világosbarna, főnévvel gyorsvonat).

## Jelentéstani jellemzői
Jelentése alapján lehet
- minősítő (például okos, szép, csúnya)
- viszonyító (például házas, városi, kettes) vagy
- mennyiséget jelentő (például egy kis élelem, tálcányi sütemény).[1]

A minősítő és a viszonyító jelentésű melléknév abban is különbözik egymástól, hogy az előbbi fokozható, az utóbbi azonban nem. A mutatós például kétjelentésű: (1) tetszetős, (2) mutatóval rendelkező. A másik óra mutatósabb ennél mondatnál tehát csak az előbbi jelentés merülhet fel.

### Igék és melléknevek megfelelései
A melléknevek és az igék között szoros megfelelések léteznek az egyes nyelveken belül és a nyelvek között egyaránt.
| Melléknév              | Ige                    |
| ---------------------- | ---------------------- |
| azonos valamivel       | (meg)egyezik vmivel    |
| boldog                 | örül                   |
| érdemes                | megéri                 |
| eredményes             | beválik                |
| finom, ízletes         | ízlik                  |
| fontos, jelentős       | számít                 |
| helyénvaló             | illik                  |
| jó, elfogadható vkinek | megfelel vkinek        |
| képes vmit tenni       | tud (csinálni vmit)    |
| más                    | különbözik, eltér      |
| mérges, dühös          | haragszik              |
| óvatos                 | vigyáz                 |
| szerelmes vkibe        | szeret vkit            |
| zöld, piros stb.       | zöldell, piroslik stb. |

| Melléknév                 | Ige                             |
| ------------------------- | ------------------------------- |
| magyar éhes/szomjas/álmos | francia avoir faim/soif/sommeil |
| magyar erős, egészséges   | latin valēre                    |
| francia (être) assis      | magyar ül                       |
| magyar elég (elegendő)    | olasz bastare                   |
| angol (be) nervous        | magyar izgul, aggódik           |
| angol (be) afraid         | magyar fél                      |
| angol (be) sorry          | magyar sajnál                   |
| angol (be) late           | magyar (el)késik                |
| angol (be) wrong          | magyar téved                    |

A melléknévi, ill. igei jelleg legkönnyebben úgy különböztethető meg, ha más igeidőbe tesszük: azonos volt, de: (meg)egyezett. (A melléknévhez kopula kapcsolódik, az ige pedig maga veszi fel a személyragot.)

Hasonló példa, hogy a magyar szabad melléknév olykor igeként is használatos: szabadjon megkérdezni, ill. nem szabadott elmennünk.